# Смайли, Эд
Роберт «Эд» Смайли (25 декабря 1929 г. — 21 апреля 2025 г.) — сотрудник НАСА. В 1970 году руководил отделом систем экипажа НАСА и возглавлял команду инженеров, которая спасла «Аполлон-13». Группа по управлению миссией была награждена Президентской медалью Свободы президентом Ричардом Никсоном, который в своей речи выделил Смайли и его заместителя Джеймса Корреале. В 2014 году журнал Time назвал Смайли «гением импровизации».

## Работа в НАСА
За многие годы работы в НАСА участвовал в программах Mercury, Gemini и Apollo. Разработал датчик двуокиси углерода и тепловой экран для Space Station.
Апполон-13
После аварии в основном (командном) модуле корабля экипаж перебрался в спускаемый модуль, который не был рассчитан на троих, что привело к проблеме очистки воздуха от углекислого газа. Проблема заключалась в том, что очистители основного модуля имели квадратное сечение, а гнезда посадочного модуля — круглое. Смайли решил задачу, используя подручные материалы из инвентарного списка миссии: пластиковые пакеты, запасной шланг скафандра и картонную обложку полетного плана, соединив все с помощью клейкой ленты; пригодился даже носок. Пилот командного модуля Джон Суайгерт собрал «устройство» и оно сработало, что фактически спасло экипаж от неминуемой медленной смерти.

## В культуре
Роль Смайли в решении проблемы кислорода во время миссии Apollo показана в фильме Аполлон-13.